# Le Rudlin
Pour les articles homonymes, voir Rudlin (homonymie).
Le Rudlin est une section de la commune française de Plainfaing, dans le département des Vosges.

## Toponymie
Le Rudlin (1580), Le Rupt de Lin (1711), Le Rudeling (1753, Durival), Rudelin (XVIIIe siècle, Cassini).

## Géographie

### Situation
Le hameau, bordé par un cirque de forêts, est situé au sein des Hautes-Vosges et du parc naturel régional des Ballons des Vosges. Il est desservi par la route départementale 23 qui relie le col d'Urbeis à Fougerolles-Saint-Valbert.

### Hydrographie
Il est traversé par le ruisseau du Rudlin qui y prend sa source et par la Meurthe qui arrose Plainfaing et rejoint la petite Meurthe après Fraize.

### Géologie
La vallée de la Meurthe présente des formations glaciaires distinctes, notamment entre Le Valtin et le Rudlin, où elle se termine brusquement dans une gorge. Elle alterne entre défilés rocheux et sections planes, ponctuée de verrous glaciaires. 
Les dépôts et formes actuelles témoignent d'une glaciation ayant atteint au moins 917 mètres d'altitude au niveau du verrou du Rudlin, avec une épaisseur de glace de 260 mètres au Rundstein, 225 mètres au Rudlin et 200 mètres à Habeaurupt,.

## Histoire
Autrefois tournée vers l'activité pastorale, la majorité des habitants sont marcaires, bûcherons et sabotiers, suivant la saison.
Dans Le département des Vosges : description - histoire - statistique (Tome VII, 1889) de Paul Chevreux et Léon Louis, il est mentionné que le hameau du Rudlin compte 102 habitants répartis dans 23 maisons.
À partir de 1837, une école d'hiver fonctionne pendant six mois de l'année, permettant aux enfants, normalement scolarisés au Valtin, d'avoir un sous-maître à mi-traitement. Une bibliothèque scolaire est établie en 1865. Par la suite, une école mixte est construite en 1877 (désaffectée en 1967).

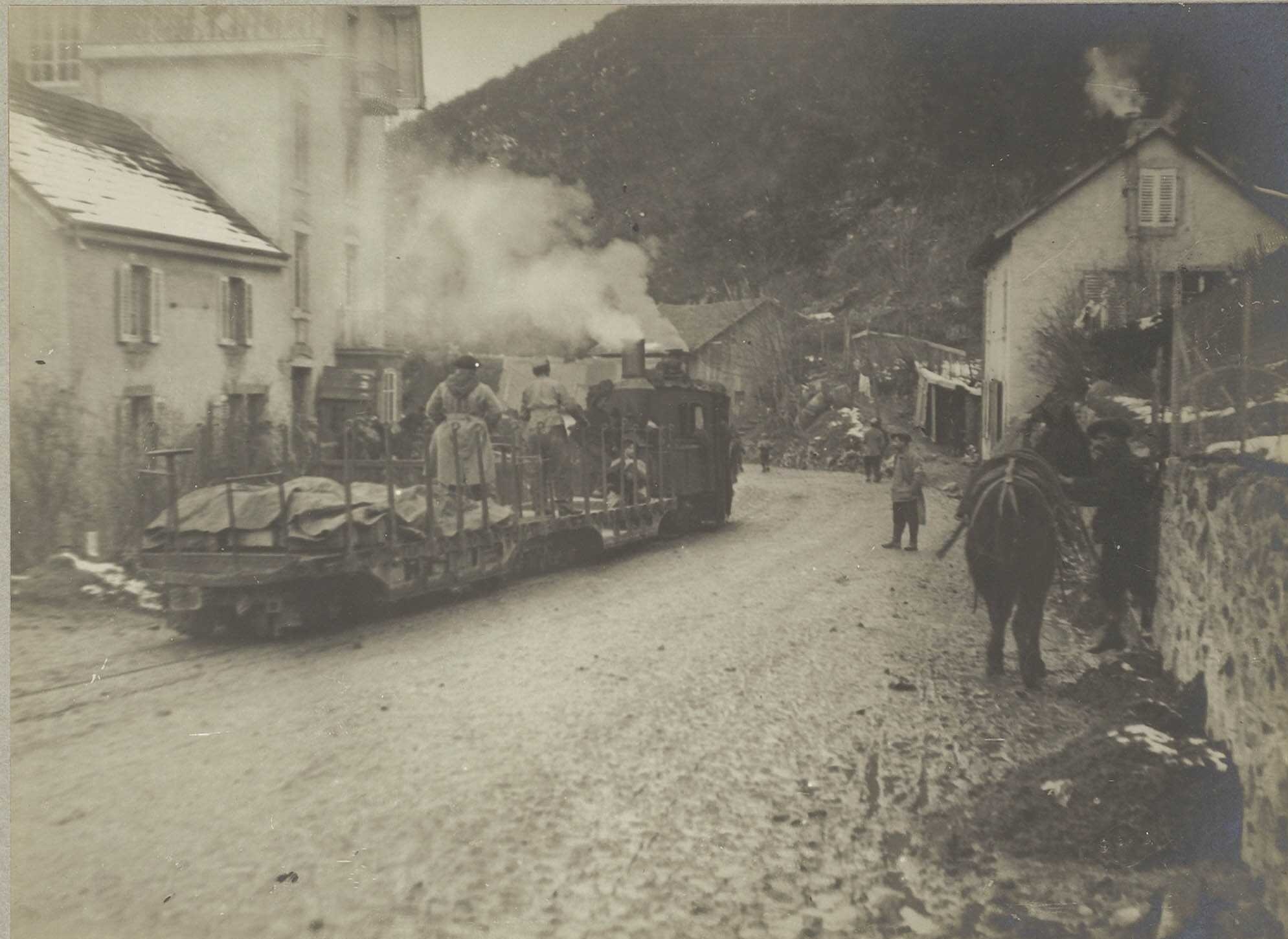
Train Decauville traversant le village (Péchot-Bourdon locomotive avec Péchot trucks), 13 février 1916

Le Rudlin est le théâtre de violents combats au début de la Première Guerre mondiale. Durant cette époque, des chemins de fer acheminent les troupes et leurs ravitaillements au front. L'intérêt militaire de la voie ferrée est avant tout stratégique et logistique. Un funiculaire, construit d'août à novembre 1915, permet d'atteindre le gazon du Faing depuis le Rudlin, avec un dénivelé de 500 m sur 2 km.

## Lieux et monuments

### Chapelle Saint-Jean-Baptiste
À l'origine, il y avait un ermitage devant l’Étang des Dames. Une chapelle fut construite sur son emplacement au XVIIe siècle. La famille Lesseux l'a reconstruite en face, au pied de la colline.  
Un cimetière provisoire a été aménagé lors de la Première Guerre mondiale. La Seconde Guerre mondiale a détruit en partie la chapelle menant à une reconstruction du clocher. Celui-ci est couronné d'une croix en fer prenant l'effigie d'un Grand Tétras. 

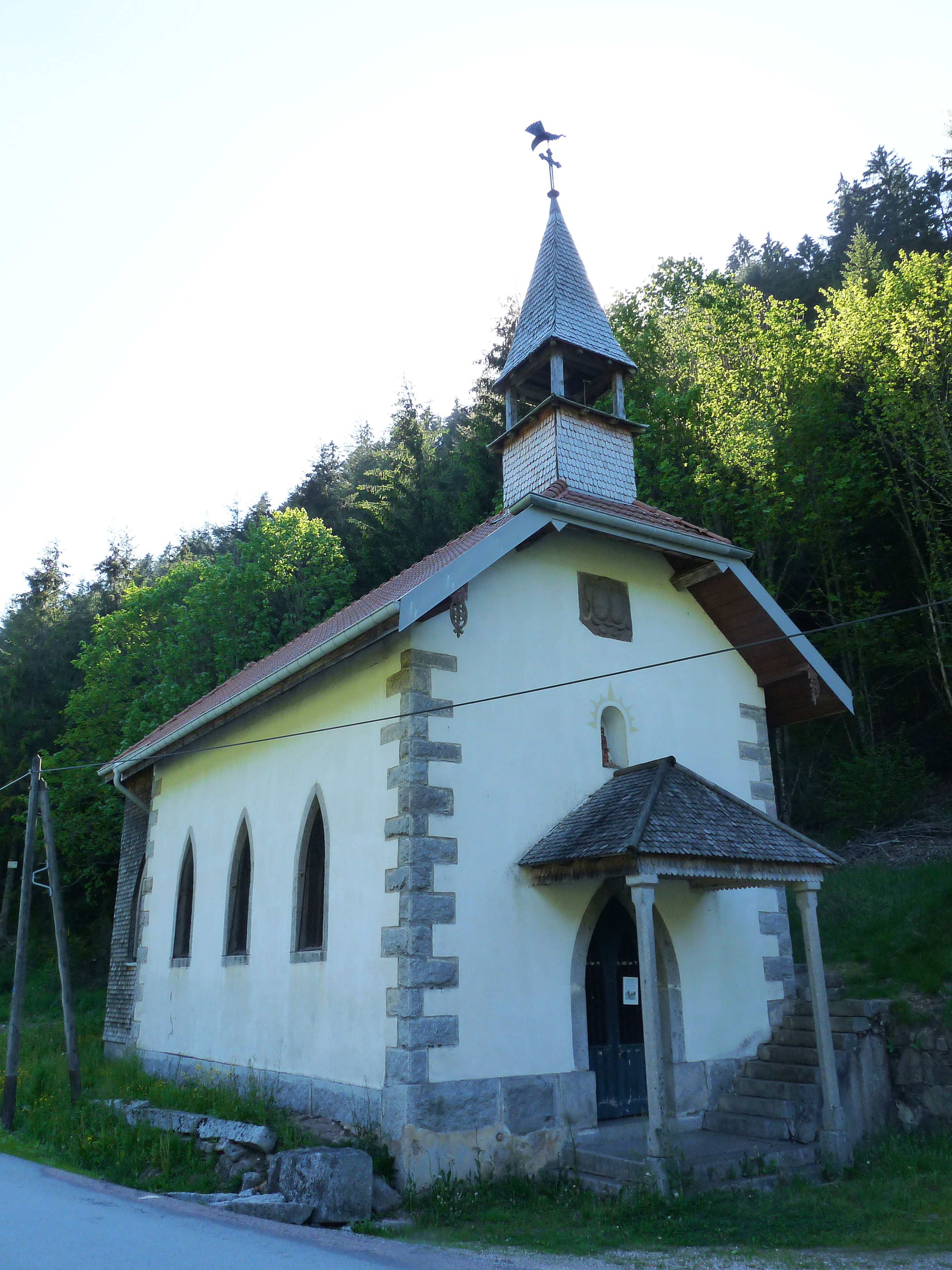
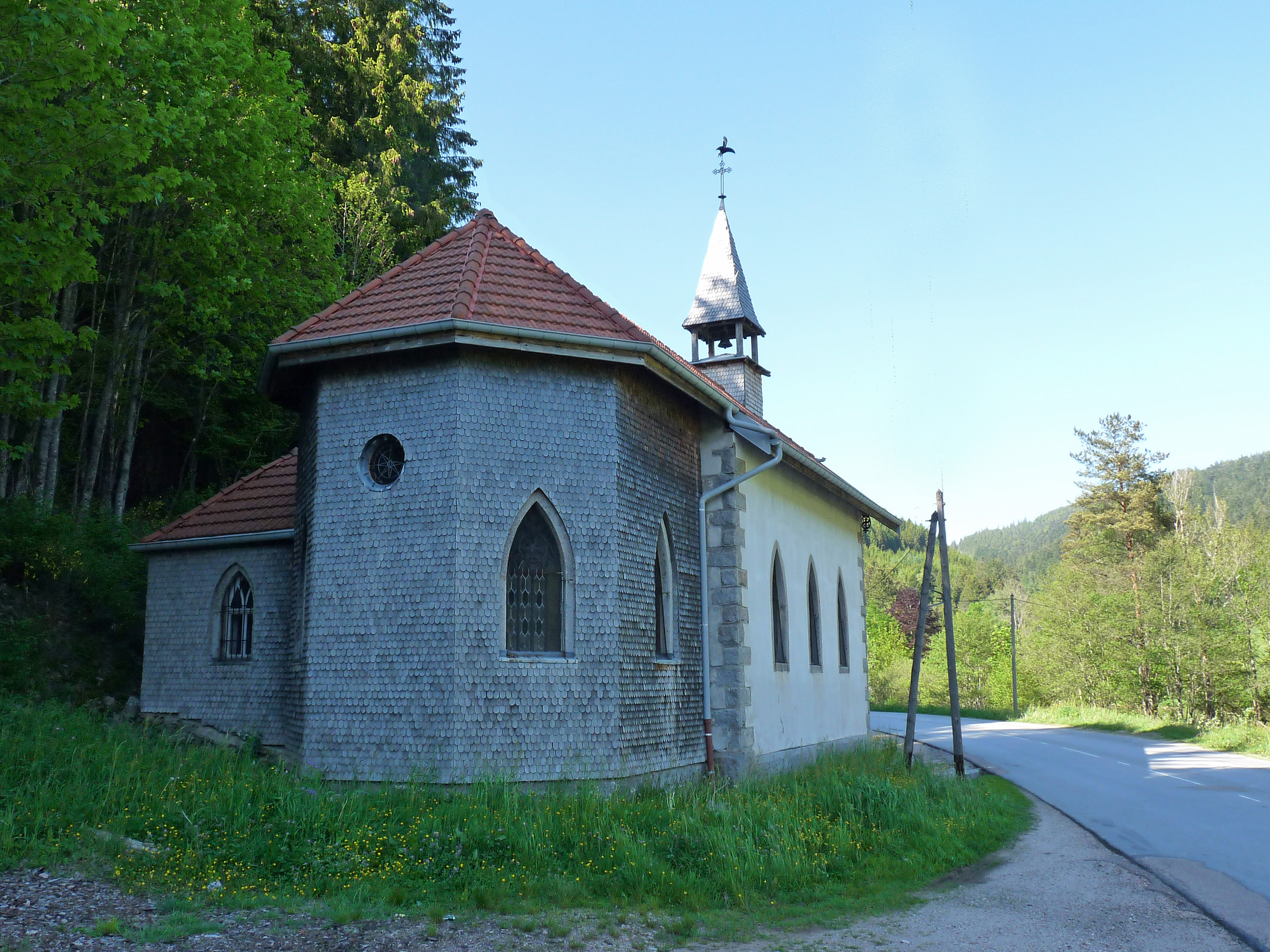
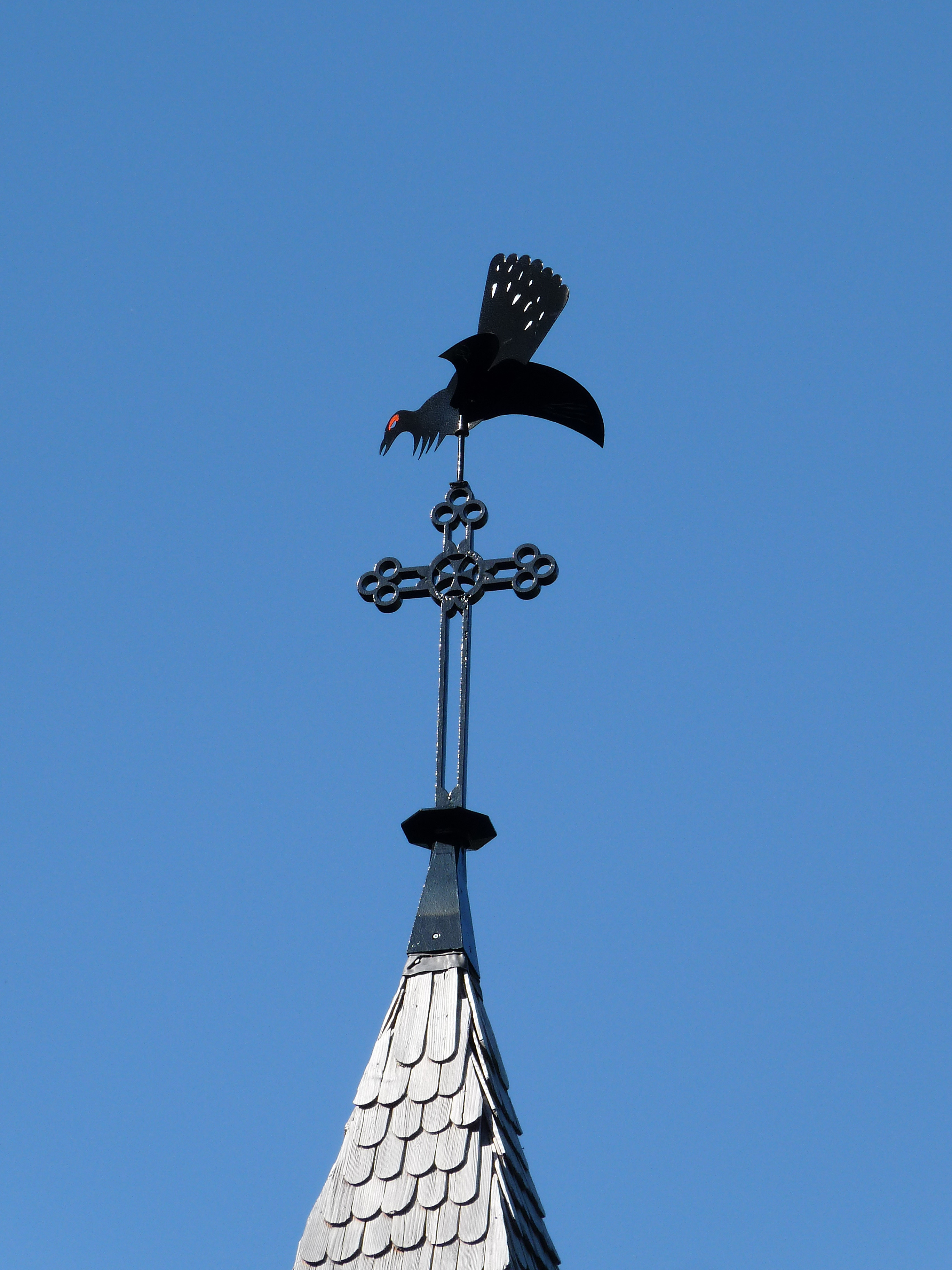
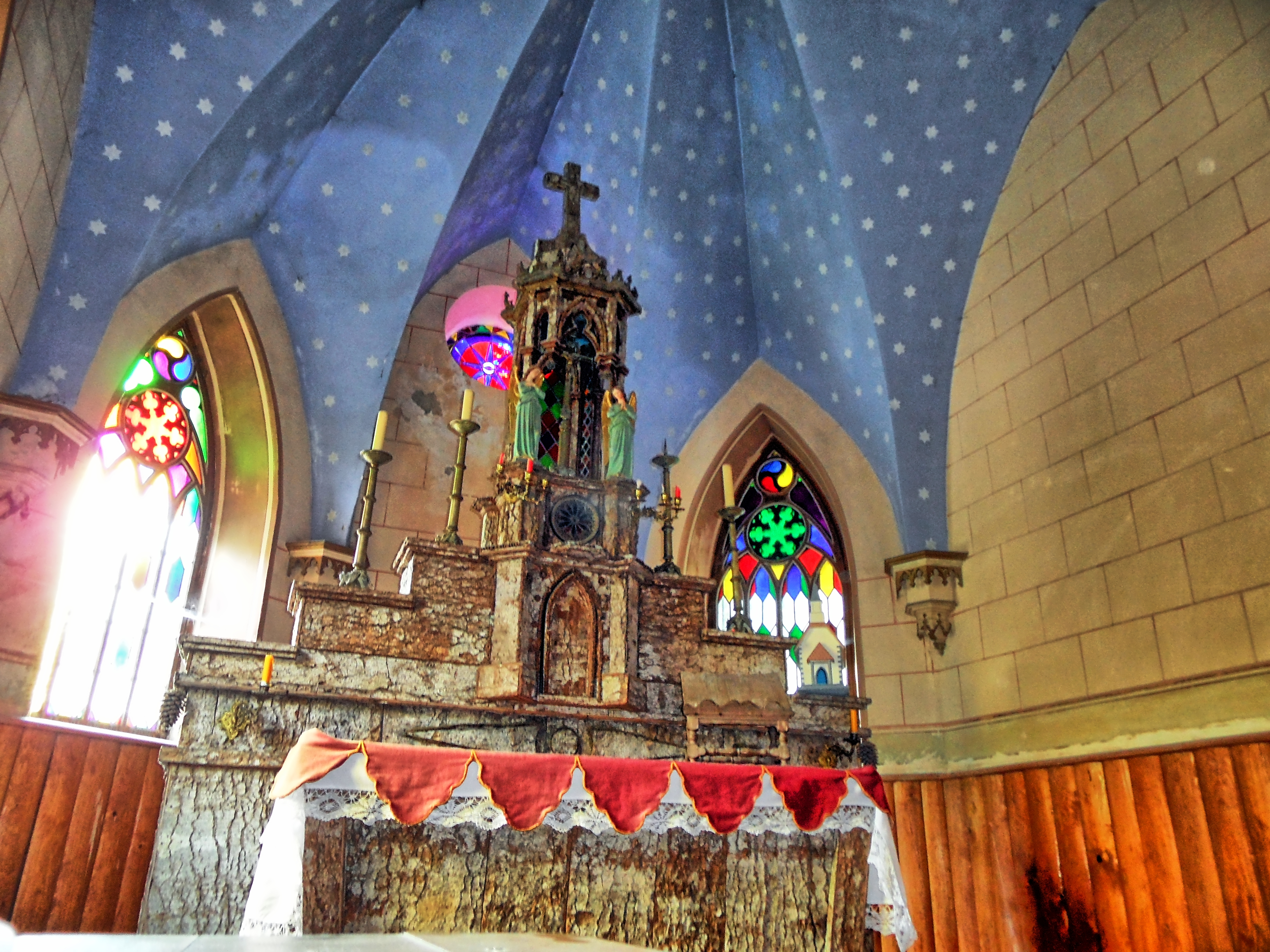

### Étang des Dames
Il s'agit d'un étang artificiel entouré de sapins, il servait de trop-plein aux eaux de la Meurthe qui étaient déversées dans un canal en bordure, ainsi qu'à l'alimentation de la scierie des Dames. Il tient son nom du pré d'origine éponyme.

## Activités
De nombreux sentiers de randonnée sont aménagés par le Club vosgien à destination des randonneurs. Ils permettent notamment de rejoindre les crêtes et la réserve naturelle nationale du Tanet-Gazon du Faing en passant par le col du Louschbach qui barre l'horizon.